# Mailly-Maillet
Mailly-Maillet è un comune francese di 628 abitanti situato nel dipartimento della Somme nella regione dell'Alta Francia.

## Società

### Evoluzione demografica
Abitanti censiti